# Лесная (Торопецкий район)
Лесна́я — деревня в Торопецком районе Тверской области. Входит в состав Речанского сельского поселения.

## География
Деревня расположена в 7 км (по автодороге — 8.5 км) к югу от районного центра Торопец. Находится в полукилометре от автодороги 28К-1786 (Торопец — Старая Торопа).
Климат
Деревня, как и весь район, относится к умеренному поясу северного полушария и находится в области переходного климата от океанического к материковому. Лето с температурным режимом +15...+20 °С (днём +20...+25 °С), зима умеренно-морозная -10...-15 °С; при вторжении арктических воздушных масс до -30...-40 °С. 
Среднегодовая скорость ветра  3,5-4,2 метра в секунду .

## Инфраструктура
- В Лесной находится одно из главных предприятий Торопецкого района — ООО «Гекса-нетканые материалы»[3]. Вид деятельности — текстильное производство[4].
- В Лесной находится база отдыха «Крыница»[5][6].

## Население
| 2010 |
| ---- |
| 123  |